# IDEA NXT
In crittografia l'IDEA NXT (noto precedentemente come FOX) è un algoritmo crittografico a blocchi sviluppato da Pascal Junod e Serge Vaudenay dell'università svizzera École Polytechnique Fédérale de Lausanne (EPFL) e pubblicato nel 2003 con il nome originario di FOX.
Lo sviluppo dell'IDEA NXT iniziò nel 2001 e richiese due anni: solo nel 2003, infatti, l'algoritmo fu presentato al pubblico dai suoi autori. Nel maggio del 2005 la società MediaCrypt, detentrice del brevetto sull'IDEA, lo inserì nel suo portafoglio con il nome di IDEA NXT.

## Una famiglia di algoritmi
L'IDEA NXT è in realtà una famiglia di più algoritmi con varie dimensioni del blocco dati e della chiave, i cui due membri principali sono lo Standard NXT64 e lo Standard NXT128: il primo lavora con blocchi di 64 bit, chiavi di 128 bit e 16 passaggi; il secondo con blocchi da 128 bit, chiavi di 256 bit e 16 passaggi. Le varianti secondarie utilizzano dimensioni variabili della chiave (che può essere lunga fino a 256 bit, a passi di 8 bit) ed un numero di passaggi da 2 a 255; è possibile anche caricare tabelle di sostituzione (S-box) alternative a quelle standard.

## Copyright
L'algoritmo è brevettato da MediaCrypt a livello internazionale: ci sono due brevetti che coprono rispettivamente l'algoritmo in sé ed il metodo di generazione delle sotto-chiavi pseudo-casuali (key-scheduling). Per questo motivo la sua diffusione è limitata dato che è richiesta una licenza per il suo utilizzo.